# Bisdom Anápolis
Het bisdom Anápolis (Latijn: Dioecesis Anapolitana) is een rooms-katholiek bisdom met als zetel Anápolis, in Brazilië. Het bisdom is suffragaan aan het aartsbisdom Goiânia.

## Geschiedenis
Het bisdom werd opgericht op 11 oktober 1966, uit delen van het aartsbisdom Goiânia.

## Parochies
Het bisdom had in 2020 een oppervlakte van 14.178 km2 en telde 642.025 inwoners waarvan 69,9% rooms-katholiek was.

## Bisschoppen
- Epaminondas José de Araújo (27 oktober 1966 - 5 juni 1978)
- Manuel Pestana Filho (30 november 1978 - 9 juni 2004)
- João Casimiro Wilk (9 juni 2004 - heden)
  - Dilmo Franco de Campos (hulpbisschop: 27 november 2019 - heden)

Goiânia (aartsbisdom) · Anápolis · Goiás · Ipameri · Itumbiara · Jataí · Rubiataba-Mozarlândia · São Luís de Montes Belos